# Comuna Străoane, Vrancea
Străoane este o comună în județul Vrancea, Moldova, România, formată din satele Muncelu, Repedea, Străoane (reședința) și Văleni.

## Așezare
Comuna se află în partea de nord a județului, pe malul stâng al râului Șușița. Este traversată de șoseaua națională DN2L, care o leagă spre nord-vest de Răcoasa, Câmpuri, Soveja și Tulnici (unde se termină în DN2D) și spre sud-est de Panciu și Mărășești (unde se termină în DN2).

## Demografie
Componența etnică a comunei Străoane
     Români (95,11%)
     Alte etnii (4,89%)
Componența confesională a comunei Străoane
     Ortodocși (94,53%)
     Alte religii (0,61%)
     Necunoscută (4,86%)
Conform recensământului efectuat în 2021, populația comunei Străoane se ridică la 3.435 de locuitori, în creștere față de recensământul anterior din 2011, când fuseseră înregistrați 3.235 de locuitori. Majoritatea locuitorilor sunt români (95,11%). Din punct de vedere confesional, majoritatea locuitorilor sunt ortodocși (94,53%), iar pentru 4,86% nu se cunoaște apartenența confesională.

## Politică și administrație
Comuna Străoane este administrată de un primar și un consiliu local compus din 13 consilieri. Primarul, Vasile Zbârciog[*], de la Partidul Social Democrat, este în funcție din 2012. Începând cu alegerile locale din 2024, consiliul local are următoarea componență pe partide politice:
|  | Partid                          | Consilieri | Componența Consiliului | Componența Consiliului | Componența Consiliului | Componența Consiliului | Componența Consiliului | Componența Consiliului | Componența Consiliului |
|  | ------------------------------- | ---------- | ---------------------- | ---------------------- | ---------------------- | ---------------------- | ---------------------- | ---------------------- | ---------------------- |
|  | Partidul Social Democrat        | 7          |                        |                        |                        |                        |                        |                        |                        |
|  | Partidul Național Liberal       | 3          |                        |                        |                        |                        |                        |                        |                        |
|  | Alianța pentru Unirea Românilor | 2          |                        |                        |                        |                        |                        |                        |                        |
|  | Uniunea Salvați România         | 1          |                        |                        |                        |                        |                        |                        |                        |

## Istorie
La sfârșitul secolului al XIX-lea, pe teritoriul actual al comunei funcționau în plasa Zăbrăuți a județului Putna comunele Străoani de Jos și Străoani de Sus. Comuna Străoani de Jos cuprindea satele Străoani de Jos, Repedea și Văleni, cu 1871 de locuitori și în ea existau trei biserici și o școală mixtă. Comuna Străoani de Sus avea în compunere satele Muncelu, Străoani de Sus, Talapanu și Varnița, cu 1952 de locuitori; aici existau patru biserici și o școală. Anuarul Socec din 1925 consemnează cele două comune în aceeași plasă și cu aceeași structură, comuna Străoanii de Jos având 3101 locuitori, iar comuna Străoanii de Sus — 2000.
În 1950, comunele au trecut la raionul Panciu din regiunea Putna, apoi (după 1952) din regiunea Bârlad și (după 1956) din regiunea Galați. În timp, zona a fost reorganizată administrativ, satul Străoane de Sus fiind transferat comunei Străoane de Jos, redenumită Străoane, în vreme ce restul satelor fostei comune Străoane de Sus au format comuna Muncel. În 1964, comuna Muncel a fost desființată, satele Muncel și Talapani trecând la comuna Străoane, iar satul Varnița — la comuna Răcoasa. În 1968, comuna Străoane a trecut la județul Vrancea, satele Străoane de Sus și Străoane de Jos au fost comasate pentru a forma satul Străoane, iar satul Talapani a fost și el desființat și comasat cu satul Varnița din comuna Răcoasa.

## Monumente istorice

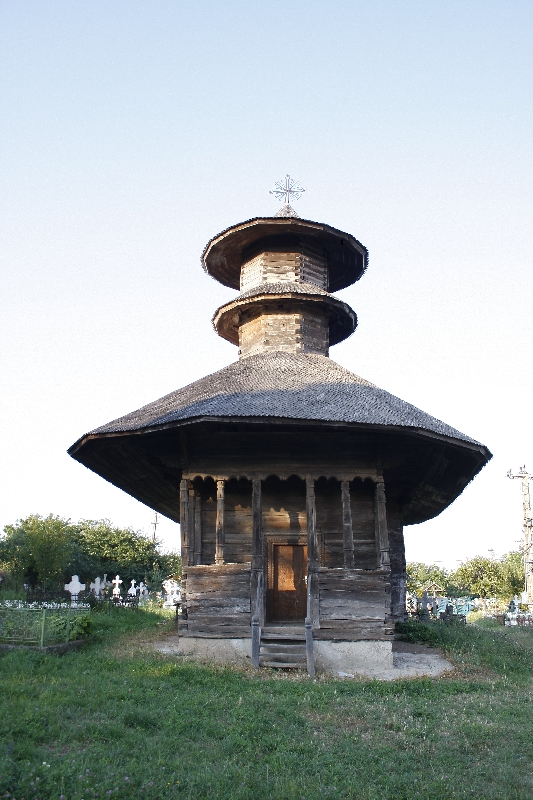
Biserica de lemn „Sfântul Nicolae”, monument istoric de arhitectură de interes național din comuna Străoane

În comuna Străoane se află biserica de lemn „Sfântul Nicolae” (fostă în satul Străoane de Sus), monument istoric de arhitectură de interes național, aflată în centrul satului Străoane, în incinta cimitirului.
În rest, în comună mai există alte două obiective incluse în lista monumentelor istorice din județul Vrancea, ca monumente de interes local, ambele clasificate ca situri arheologice. Situl arheologic din punctul „Cetățuie”, aflat la nord-est de satul Muncelu, cuprinde urmele a două așezări, una din eneolitic atribuită culturii Cucuteni faza B, și alta din Epoca Bronzului aparținând culturii Monteoru. Celălalt sit se află tot în zona satului Muncelu, în punctul „Fântâna din Vale”, de la est de sat, pe malul râului Zăbrăuți, și conține vestigii din neoliticul timpuriu atribuite culturii Starčevo-Criș.

## Alte obiective
Monumentul ridicat sublocotenentului Ecaterina Teodoroiu. În anul 1972 s-a înălțat monumentul Ecaterinei Teodoroiu, pe traseul turistic spre Soveja, la ieșirea din satul Muncelu, pe culmea cea mai înaltă, la aproximativ 1 km. nord - vest de satul Muncelu. 
Un basorelief de formă dreptunghiulară, o înfățișează pe eroină bust, cu vedere din profil, aplicânduse o placă de marmură albă având gravată următoare inscripție: «Pe aceste locuri a căzut eroic în luptele pentru apărarea patriei la 22 august 1917 sublocotenentul Ecaterina Teodoroiu».
Autorul basoreliefului este Octav Iliescu, lucrarea fiind executată în anul 1972.

## Personalități născute aici
- Gheorghe Vidrașcu, demnitar comunist.